# Мария Анна Йозефа Баварская
Мария Анна Йозефа Августа Баварская (итал. Maria Anna Josefa Auguste von Bayern; 7 августа 1734, Мюнхен, курфюршество Бавария — 7 мая 1776, там же) — принцесса из дома Виттельсбахов, дочь Карла Альбрехта, курфюрста Баварии и императора Священной Римской империи под именем Карла VII. Жена маркграфа Людвига Георга; в замужестве — маркграфиня Баден-Бадена.

## Биография
Родилась во дворце Нимфенбург в Мюнхене 7 августа 1734 года. Она была пятым ребенком в семье Карла Альберта фон Виттельсбаха, курфюрста Баварского (впоследствии императора Священной Римской империи под именем Карла VII) и его жены Марии Амалии Австрийской. Будучи принцессой Баварской, с самого рождения носила титул герцогиня Баварской.
Её выдали замуж за Людвига Георга фон Церингена, правящего маркграфа Баден-Баденского, сына Людвига Вильгельма фон Церингена и Сибиллы Саксен-Лауэнбургской. Свадьба состоялась во дворце Шлосс 20 июля 1755 года. Невесте было 20 лет, жениху 53 года. Семья была бездетной.
Людвиг Георг Баден-Баденский умер в 1761 году, и ему наследовал его брат Август Георг, ставший новым маркграфом Баден-Баденским, супруга которого, Мария Виктория Аренбергская стала маркграфиней Баден-Бадена, а Мария Анна Йозефа получила титул вдовствующей маркграфини.
Она вернулась на родину и развила активную дипломатическую деятельность. Установила дипломатические связи с королём Фридрихом II Прусским, пытаясь защитить суверенитет Баварии, так, как её брат, курфюрст Максимилиан III Иосиф Баварский был бездетным. Действия Марии Анны Йозефы привели к тому, что после смерти брата престол Баварии перешел к Пфальц-Зульцбахам, младшей ветви фон Виттельсбахов, и новым курфюрстом стал её двоюродный брат Карл IV Теодор.
Она скончалась в Мюнхене 7 мая 1776 года и была похоронена в церкви Театинеркирхе, традиционном месте захоронения членов Баварского королевского дома.